# 河平
河平（かへい）は、中国、前漢の成帝劉驁の治世に行われた2番目の年号。
紀元前28年 - 紀元前25年。

## 出来事
- 2年：おじである王譚、王商、王立、王根、王逢時の5人を同時に諸侯に封じる。
- 3年：劉向に宮中の書物の整理を、陳農に全国の遺書を探すことを命じる。

## 西暦との対照表
| 河平 | 元年   | 2年    | 3年    | 4年    |
| 西暦 | 前28年 | 前27年 | 前26年 | 前25年 |
| 西暦 | 癸巳   | 甲午   | 乙未   | 丙申   |